# Droixhe
Droixhe is een wijk in de noordelijke deelgemeente Bressoux van de Belgische stad Luik, op de rechteroever van de Maas. Het gebied waar de wijk ligt was een agrarisch gebied tot hier in 1930 de Wereldtentoonstelling werd gehouden.
Na de Tweede Wereldoorlog verscheen hier in 1958 een flatwijk in de stijl van Le Corbusier. Droixhe was in België de grootste wijk die volgens het concept van La Ville radieuse was gebouwd. Droixhe is inmiddels een probleemwijk geworden en sinds 2009 zijn diverse torenflats in de wijk gesloopt.
De Sint-Petrus en Pauluskerk (Frans: Église Saints-Pierre et Paul) is de parochiekerk van Droixhe.